# Antonio Fruscella
 (novembre 2024).
 (novembre 2024).
Antonio Fruscella est un guitariste, compositeur, arrangeur italo-français né le 24 mai 1979 à Campobasso en Italie.

## Formation
Antonio Fruscella obtient son diplôme de guitare au conservatoire « Lorenzo Perosi » de Campobasso, en Italie. Il poursuit sa formation auprès d'Alberto Ponce au Conservatoire à Rayonnement Régional d'Aubervilliers-La Courneuve, où il remporte à l’unanimité et avec les félicitations du jury le Premier Prix en guitare et en musique de chambre. Puis, avec une bourse d'études, il intègre l'École Normale de Musique de Paris « Alfred Cortot », où il décroche le Diplôme Supérieur d'Exécution en guitare classique.

## Enseignement et direction
Entre 2004 et 2008, il enseigne la guitare dans plusieurs établissements en Italie.
De 2008 à 2021, il occupe un poste d'enseignant au Conservatoire de Melun et à celui de Vaux-le-Pénil, en Île-de-France.
Il a également été invité à diriger des stages et masterclass de guitare dans divers conservatoires, tels que le Conservatoire de Cesena (Italie), le Conservatoire Andrés Segovia à Linares (Espagne), le Conservatoire de Morelia (Mexique), le Classical Guitar Retreat à Cumbrae (Écosse) et le Stage de Guitare à Seckau (Autriche).
Depuis 2021, il dirige 2 conservatoires en Ile-de-France.

## Recherche
Antonio rejoint le programme doctoral (PhD) de l’Université d’Aveiro au Portugal, où il développe un projet de recherche axé sur la musique contemporaine ayant comme thème "Cândido Lima: contribution to the guitar contemporary repertoire".
En 2020 et 2021, il collabore avec le MIC (Portuguese Music Research and Information Centre) pour la publication de trois recueils de pièces composées par le compositeur portugais Cândido Lima : Arcaicas Harmonias · ninfas, bosques e deuses – alegorias,  Cadernos de Invenções · Guitarra I et Cadernos de Invenções · Guitarra II. Il enregistre et publie également un CD des pièces révisées qui s'intitule "Harmonias do Silêncio".
En juin 2023, il soutient et obtient son doctorat, avec « distinctions et mérites ».

## Concerts et festivals
Il se produit régulièrement en tant que soliste et en musique de chambre dans de nombreux festivals internationaux et saisons de concerts à travers le monde. Parmi ces dates, on peut citer L'Escala (Espagne), Wroclaw (Pologne), Wertigen (Allemagne), Palencia (Espagne), Saint-Savin (France), Sala Sudasiri Sobha (Thaïlande), Taiwan, Aveiro (Portugal), Vrsar (Croatie), Hongrie, Italie, Royaume-Uni, Slovénie, Suisse, Belgique, Hongrie, Russie.
Il joue également avec des orchestres, notamment en 2024 pour 3 dates avec l'orchestre de Melun Val de Seine.
Certaines performances ont été intégralement enregistrées et diffusées par les chaînes nationales MRT1 (Macédoine), RTK1 (Kosovo) et TV7 Murcia (Espagne).

## Projets en collaboration
Parmi les projets qui soulignent son parcours éclectique il y a le Duo CHORG créé avec Simona Fruscella en duo de guitare et orgue.
Il forme également un duo de guitare et piano « Debs-Fruscella » en 2001 avec la pianiste Rania Debs, créant et valorisant un nouveau répertoire pour cette formation unique en son genre. Le duo s’est produit dans divers festivals en Europe, Moyen Orient et Amérique Latine. Ils réalisent deux enregistrements : Momenti Samai et Opus Mixtum.
En 2023, il crée le duo Torres-Fruscella avec le bandonéoniste Facundo Torres. Ensemble, les deux musiciens allient l’approche classique et la richesse de la musique traditionnelle d'argentine, en proposant un programme d'arrangements originaux et audacieux qui revisitent la valse, la milonga et le tango.
Il joue exclusivement sur des cordes OPTIMA.